# Gil Márquez
Gil Márquez es una aldea perteneciente al municipio de Almonaster la Real (Huelva, Andalucía, España). Esta pequeña aldea cuenta con una población de 42 habitantes (INE 2009). Se encuentra a 8 kilómetros del núcleo principal de Almonaster (por la comarcal HU-7100) y a 9,5 km de Cortegana.

## Historia
Aparece en un documento fechado en 1597 en el archivo municipal de Almonaster la Real, siendo una de las aldeas más antiguas de Almonaster.

## Monumentos

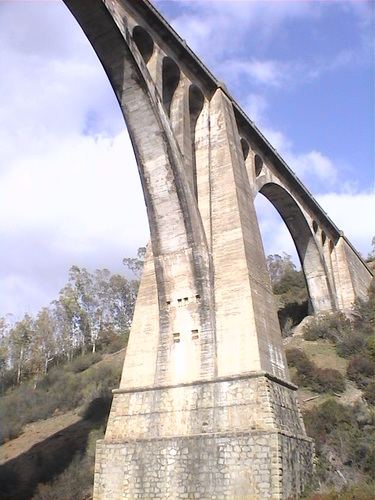
El Puente de las Tres Fuentes fue diseñado por discípulos de Gustave Eiffel

- Puente de las Tres Fuentes: diseñado por discípulos del ingeniero francés Gustave Eiffel, construido originalmente en hierro y recubierto en los años cincuenta en hormigón.
- Iglesia de El Carmen: construida a mediados del siglo XX, por los habitantes de la Aldea.
- Estación: a 1,5 kilómetros del núcleo urbano por la carretera de Cortegana, actualmente funciona como apeadero. El edificio fue derribado por Renfe, quedando en la actualidad un Apeadero.

## Comunicaciones
Está comunicada por carreteras con Almonaster, Cortegana y las aldeas de Valdelamusa y Las Veredas. También cuenta con una estación de ferrocarril perteneciente a la línea Huelva-Zafra, si bien esta fue reconvertida en apeadero hace algunos años.

## Economía y turismo
Las principales actividades económicas de Gil Márquez son la agricultura, la ganadería y la industria de la madera y del corcho. Antaño destacó la labor de los picapedreros que extraían piedras y adoquines de granito de las canteras, hoy en día abandonadas.

## Fiestas locales
- Julio: fiestas patronales en honor a la Virgen del Carmen.[2]
- Diciembre-enero: matanzas.

Las fiestas en Gil Márquez son algo habitual durante todo el año, comenzando por la Cabalgata de Reyes Magos el 6 de enero.
En los meses de febrero/marzo se celebra el Carnaval, con su entierro de la bellota, donde la participación de todos los vecinos y visitantes es lo mejor de todo, ya que no queda nadie que no se disfrace.
En abril, su Romería que comenzó en el año 2010, en el paraje conocido como la Encina de Puerto Tremé, donde las gentes de la Aldea ataviadas del tradicional traje flamenco y montadas a caballo recorren la distancia que hay desde la Aldea hasta el lugar de la Romería, eso si, haciendo varias paradas por el camino, donde se degustan los productos típicos de la zona acompañados de buenos caldos.
Luego, el Corpus Christi donde se adorna toda la calle principal de la Aldea y se instalan varios Altares, que son visitados por el Santísimo.
Ya en torno al 16 de julio, las Fiestas Patronales en honor a la Virgen del Carmen, son las Fiestas por antonomasia de la Aldea.